# Ficus sycomorus

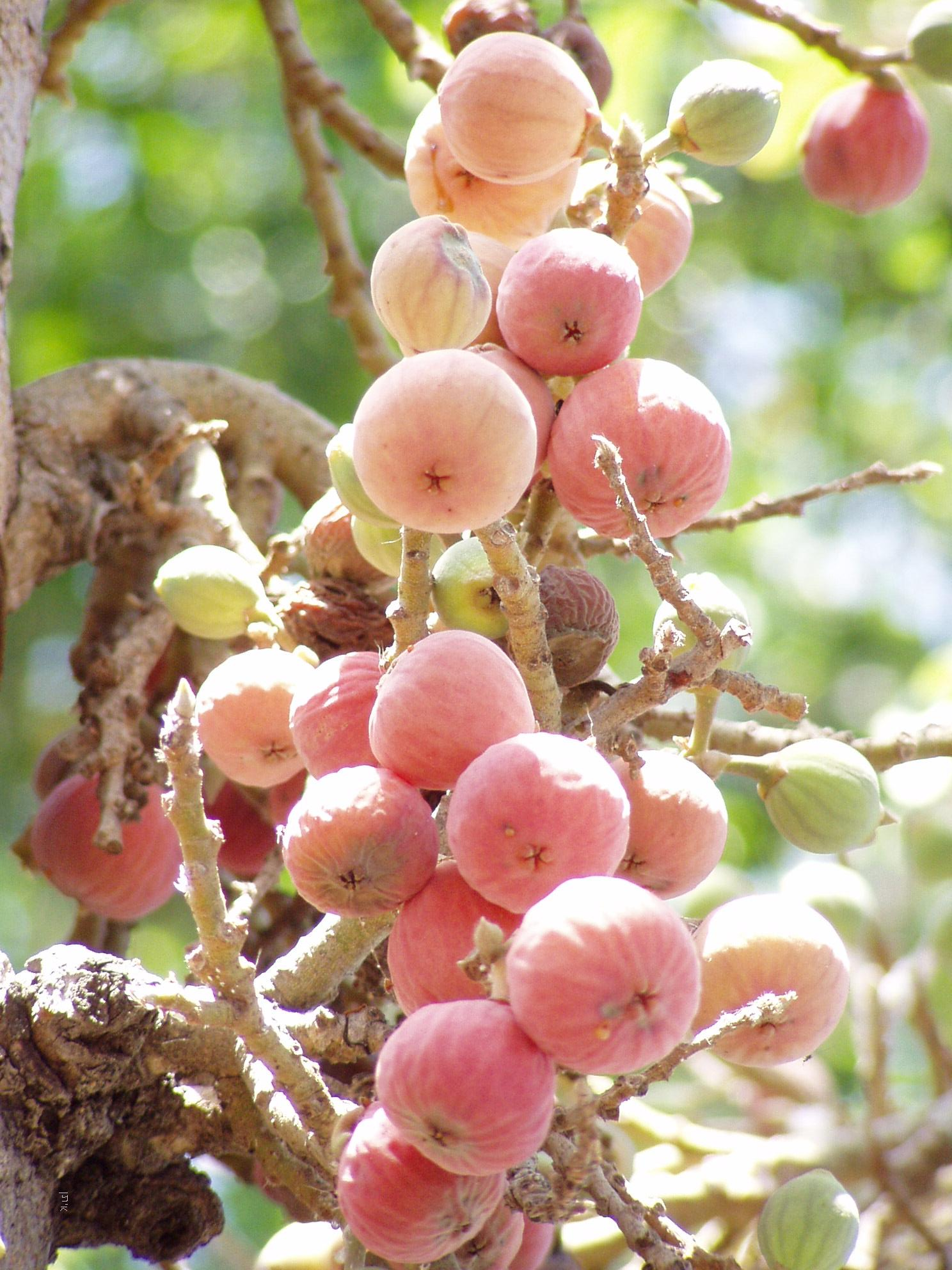
Figos de sicómoro.

Ficus sycomorus L., conhecida pelos nomes comuns de  sicómoro, sicômoro, figueira-doida ou figueira-do-faraó, é uma espécie de figueira de raízes profundas e ramos fortes que produz figos de qualidade inferior, cultivada no Médio Oriente e em partes da África há milénios. A árvore é por diversas vezes citada na Bíblia, tendo o seu nome vulgar na maioria das línguas europeias derivado do hebraico "shikmah" através do grego "sukomorea".

## Nomenclatura
Os figos de F. sycomorus e a árvore que os produz são por diversas vezes citada na Bíblia, razão pela qual o seu nome vulgar na maioria das línguas europeias derivou do hebraico "shikmah", através do grego "sukomorea". Por essa mesma razão diversas árvores receberam o mesmo nome comum por apresentarem folhas similares à do sicómoro. O caso mais conhecido, e que origina frequente confusão entre designações e espécies, é o de diversas espécies do género Acer, com destaque para o Acer pseudoplatanus, o falso-plátano, uma árvore ornamental da família das aceráceas originária da Europa.

## Descrição
Ficus sycomorus é um mesofanerófito que cresce até aos 20 m de altura e aos 6 m de largura, desenvolvendo uma copa densa e arredondada. O ritidoma é verde-amarelado a alaranjado e exfolia em tiras semelhantes a papel, revelando uma camada de casca amarelada. Como os restantes membros do género Ficus, o sicómoro contém um látex.
As folhas têm o formato de coração, com um ápice arredondado, com até 14 cm de comprimento e 10 cm de largura, inseridas em espiral em torno dos ramos. As folhas são rugosas e ásperas, a página superior é verde-escuro, a inferior mais clara e com venações amareladas proeminentes. Os pecíolos têm 0,5–3,0 cm de comprimento e são pubescentes.
O fruto é um figo comestível, 2–3 cm em diâmetro, amadurecendo de verde-baço para amarelo ou avermelhado. Os figos crescem em grupos espessos nos ramos mais jovens ou isoladamente na axila das folhas. A planta floresce e produz figos todo o ano, mas com um máximo no período de julho a dezembro.

## Distribuição
A espécie Ficus sycomorus é nativa da região da África a sul do Sahel e a norte do Trópico de Capricórnio, excluindo as áreas do centro e oeste do continente onde o bioma predominante é a floresta tropical húmida. Também ocorre naturalmente no Líbano, onde a famosa Rua Gemmayzeh recebe o seu nome da designação árabe do sicómoro (gemmayz), no sul da Península Arábica, em Chipre e em áreas muito localizadas de Madagáscar. A planta está naturalizada em Israel e no Egipto e em vastas áreas do sul e leste do continente africano. No seu habitat nativo a árvore é geralmente encontrada em solos ricos em matas ripárias e em florestas mistas abertas.

## Sicómoro na Bíblia
Na Bíblia surgem diversas referências ao sicómoro e aos seus frutos. A listagem seguinte transcreve essas referências:
- Sobre a abundância de sicómoros em Judá:
  - " E fez o rei que em Jerusalém houvesse prata como pedras; e cedros em abundância como sicômoros que estão nas planícies." (I Reis 10,27)
  - "E sobre os olivais e sicômoros que havia nas campinas, Baal-Hanã, o gederita; porém Joás sobre os armazéns do azeite." (I Crónicas 27,28)
  - "E sobre os olivais e sicômoros que havia nas campinas, Baal-Hanã, o gederita; porém Joás sobre os armazéns do azeite." (II Crónicas 1,15)
  - "Também o rei fez que houvesse prata em Jerusalém como pedras, e cedros em tanta abundância como os sicômoros que há pelas campinas." (II Crónicas 9,27)
  - "E respondeu Amós, dizendo a Amazias: Eu não sou profeta, nem filho de profeta, mas boiadeiro, e cultivador de sicômoros." (Amós 7,14)
- Sobre os sicómoros no vale do Jordão:
  - "E, correndo adiante, subiu a um sicômoro bravo para o ver; porque havia de passar por ali." (Lucas 19,4)
- Sobre os sicómoros no Egito:
  - "Destruiu as suas vinhas com saraiva, e os seus sicômoros com pedrisco." (Salmos 78,47)
- Sobre os usos e características do sicómoro:
  - "Os tijolos caíram, mas com cantaria tornaremos a edificar; cortaram-se os sicômoros, mas em cedros as mudaremos."(Isaías 9,10)
  - "E, correndo adiante, subiu a um sicômoro bravo para o ver; porque havia de passar por ali." (Lucas 19,4)
  - "Respondeu Amós a Amasias, dizendo: "Não sou profeta nem sou filho de profeta; sou pastor de gado e cultivo sicômoros". (Amós 7,14)